# Camilla Martin
Camilla Martin (n. 23 martie 1974, Aarhus, Danemarca) este o jucătoare de badminton ce a reprezentat Danemarca, medaliată olimpică. A participat la 4 ediții ale Jocurilor Olimpice (1992, 1996, 2000, 2004) în care a câștigat o medalie de argint.